# Louis-Barthélémy Pradher

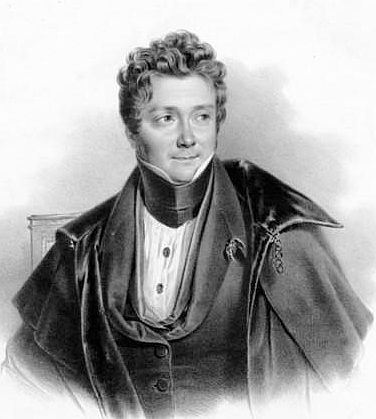
Louis-Barthélémy Pradher

Louis-Barthélémy Pradher (* 16. Dezember 1782 in Paris; † 19. Oktober 1843 in Gray (Haute-Saône)) war ein französischer Komponist, Pianist und Musikpädagoge.

## Leben
Louis-Barthélémy Pradher war der Sohn eines Violinisten des Prince de Condé, er erhielt ersten Musikunterricht durch den Vater und wurde Schüler von Louis Gobert an der École royale de Musique. Nach deren Schließung bei Revolutionsbeginn, erhielt er weiteren Unterricht durch Henri de Montgeroult. Ab 1797 nahm er Unterricht am Pariser Konservatorium, Klavier bei Gobert und Harmonielehre bei Henri Montan Berton, 1798 schloss er seine Ausbildung ab. Zwischenzeitlich heiratete er Élisabeth-Charlotte, Tochter des Komponisten François-André Danican Philidor. Nach 1798 nahm er Kompositionsunterricht bei Étienne-Nicolas Méhul 1802 übernahm er am Pariser Konservatorium die Klavierklasse von Louis Emmanuel Jadin und ab 1803 war er Titularprofessor in Nachfolge von François-Adrien Boieldieu, er blieb in dieser Stellung bis zu seiner Pensionierung im Jahr 1828. Zu seinen Schülern zählten unter anderem François-Joseph Fétis sowie die Brüder Jacques-Simon Herz und Henri Herz. 
Er war Mitglied der Hofkapelle und der Kammermusik von König Ludwig XVIII. und Hofpianist von König Karl X. und Maître de musique des enfants du roi. Er war in zweiter Ehe mit der Opernsängerin Félicité More verheiratet und wurde 1826 Ritter der Légion-d’Honneur.

## Werk
Pradher komponierte mehrere Operas-comiques, die nur mäßigen Erfolg hatten, sie fielen wegen der schlechten Libretti schnell von den Spielplänen. Vor allem aber machte er sich einen Namen mit seiner brillanten Klaviermusik, die ein virtuoses Können an den Tag legt. Dazu gehören 13 Sammlungen mit Romanzen, zahlreiche Klaviersonaten und mehrere Konzerte für Klavier und Orchester.
Opern
- Le Chevalier d’industrie, Oper (Komposition mit Gustave Dugazon, Libretto: Jacques Bins de Saint-Victor), 1804
- La Folie musicale ou Le Chanteur prisonnier, Oper (Libretto: Francis d’Allarde), 1807
- Trois romances mises en musique avec accompagnement de forte piano, 1810
- Jeune et vieille, Oper (Libretto: René Allisan de Chazet, Komposition mit Henri Montan Berton), 1811
- L’Emprunt secret ou Le Prêteur sans le vouloir, Oper (Libretto: François Antoine Eugène de Planard), 1812
- Le Philosophe en voyage, Oper (Libretto: Paul de Kock, Komposition mit  Charles-Frédéric Kreubé), 1821
- Jenny la bouquetière, Oper  (Libretto: Jean Nicolas Bouilly und Joseph-Marie Pain, Komposition mit Kreubé), 1823